# مايك سيسيري
مايك سيسيري (بالإنجليزية: Mike Cecere)‏ هو لاعب كرة قدم بريطاني في مركز الهجوم، ولد في 4 يناير 1968 في تشستر في المملكة المتحدة. لعب مع أولدهام أثلتيك وستوكبورت كونتي ونادي إكزتر سيتي ونادي روتشديل ونادي والسول وهدرسفيلد تاون.

## وصلات خارجية
- مايك سيسيري على موقع Soccerbase.com (لاعب) (الإنجليزية)